# Snooky Pryor
Snooky Pryor (15 de setembro de 1921 – 18 de outubro de 2006) foi um gaitista de blues estadounidense.  Ele afirmava ser o pioneiro no método (agora comum) de tocar harmônica amplificada segurando um pequeno microfone entre as mãos junto com a gaita, apesar de no final da década de 1940 e começo de 1950 nas suas primeiras gravações não ter usado a técnica.

## Carreira
James Edward Pryor nasceu em Lambert, Mississipi e desenvolveu seu estilo Delta blues influenciado por Sonny Boy Williamson e Sonny Boy Williamson II. Se mudou para Chicago na década de 1940.
Durante o seu tempo de serviço pelo exército dos Estados Unidos ele fazia os toques de comando por um poderoso sistema de áudio o que o levou a experimentar tocar harmônica dessa maneira. Depois de sua dispensa em 1945, comprou seu próprio amplificador e começou a tocar na porta do mercado da Maxwell Street e se tornou um artista conhecido na cena blues de Chicago.
Pryor gravou alguns dos primeiros discos de blues pós-guerra em 1948, incluindo "Telephone Blues" e "Snooky & Moody's Boogie" com o guitarrista Moody Jones, "Stockyard Blues" e "Keep What You Got" com o cantor/guitarrista Floyd Jones. "Snooky & Moody's Boogie" tem um significado histórico considerável:  Pryor afirmava que o famoso gaitista Little Walter copiou diretamente de sua música o riff para "Juke", maior sucesso comercial de Walter gravada em 1952. Em 1967, Pryor foi para Ullin, Illinois. Deixou a música e se dedicou a carpintaria no final dos anos 1960, mas foi convencido a voltar aos palcos. Depois de sair de cena, Pryor foi redescoberto e fez gravações periódicas até a sua morte em Cape Girardeau, Missouri aos 85 anos.
Em janeiro de 1973 se apresentou na turnê American Blues Legends, na qual se tocou junto com Homesick James pela Europa. Durante essa turnê gravaram o disco "Homesick James & Snooky Pryor" em Londres pelo selo de Jim Simpson, Big Bear Records.
Dentre suas músicas mais famosas estão "Judgement Day" (1956) e "Crazy 'Bout My Baby" do disco Snooky (1989), "How'd You Learn to Shake It Like That" da coletânea Tenth Anniversary Anthology (1989) e "Shake My Hand" (1999).
Seu filho, Richard "Rip Lee" Pryor seguiu a carreira do pai e se tornou um músico, se apresenta nos arredores da cidade onde mora, Carbondale, Illinois, e toca desde os clássicos do blues e músicas de seu pai a composições próprias. Rip Lee Pryor fez uma turnê sul americana em 2012 passando por Porto Alegre, Caxias do Sul e Ilha Comprida.

## Discografia

### Singles
- "Boogie"/"Telephone Blues" (1948) Planet
- "Someone to Love Me"/"Judgement Day" (1956) Vee Jay Records

### Álbums
- Snooky Pryor (1970) Flyright Record, FLY 100
- Homesick James & Snooky Pryor (1973) Virgin Records
- "Do It If You Want To" (1973) ABC Records
- Snooky (1989) Blind Pig Records
- Snooky Pryor (1991) Paula Records
- Johnny Shines and Snooky Pryor: Back To The Country (1991) Blind Pig Records
- Snooky Pryor: Too Cool To Move (1992) Antones
- In This Mess Up to My Chest (1994) Antones
- Mind Your Own Business (1996) Antones
- Snooky Pryor: Shake My Hand (1999) Blind Pig Records
- Double Shot! Snooky Pryor e Mel Brown (2000) Electro-Fi
- Super Harps II com Carey Bell, Lazy Lester, Rafuel Neal (2001) Telarc
- Snooky Pryor and his Mississippi Wrecking Crew (2002) Electro-Fi
- Mojo Ramble (2003) Electro-Fi